# Heribert Märten
Heribert Märten (* 15. Februar 1935 in Mainz; † 5. Juni 1995) war ein hessischer Politiker (CDU) und ehemaliger Abgeordneter des Hessischen Landtags.

## Ausbildung und Beruf
Heribert Märten studierte nach dem Abitur im Jahr 1955 Germanistik, Geschichte, Philosophie und Politik an der Universität Frankfurt am Main, arbeitete als Werkstudent und legte 1960 sein erstes Staatsexamen ab. Nach Referendariat (1961 bis 1963) und zweitem Staatsexamen war er von 1963 bis 1970 an der Rheingauschule in Geisenheim als Lehrer tätig. 
Heribert Märten war verheiratet und hatte zwei Kinder.

## Politik
Heribert Märten war als Mitglied der CDU Kreisvorstands-, Bezirksvorstands- und Landesvorstandsmitglied.
Er war seit 1964 Gemeindevertreter in Winkel (Rheingau) und anschließend Stadtverordneter in Oestrich-Winkel. Als Mitglied des Kreistags des Rheingaukreises führte er die CDU-Fraktion seit 1968 als Vorsitzender. 
Vom 1. Dezember 1970 bis zum 20. Juni 1977 war er Mitglied des Hessischen Landtags. 1977 bis 1983 war Märten der erste Landrat des in der hessischen Gebietsreform neugebildeten Rheingau-Taunus-Kreises.

## Sonstige Ämter
Heribert Märten war seit 1982 stellvertretender Vorsitzender des Hessischen Fremdenverkehrsverbandes. Ehrenamtlich war er in Jugendarbeit und Erwachsenenbildung tätig und Geschäftsführer des Weißen Rings.